# トライアロー
トライアロー株式会社は、東京都港区に本社を置く、ブロードバンド(通信)、IT、電気電子、建設、プラント・インフラストラクチャー分野で、人材派遣や人材紹介事業、ソフトウェア開発や運用・保守などを展開する企業。

## 沿革
- 1977年 2月 - 化学プラントの設計・施工業務を主体に設計事務所を開設。
- 1979年 2月 - トライアロー株式会社を資本金1,000万円で設立、本社を東京都豊島区高田に置く。
- 1979年 8月 - 東京都 建設業許可を取得：東京都知事許可(般-23)第105132号[1]。
- 1987年 1月 - 一般労働者派遣事業許可を取得：般13-080193[3]
- 1988年 1月 - ソフトウェア事業を開始。
- 1988年 4月 - 通信事業を開始。
- 1991年 1月 - 大阪支店を開設。
- 1993年 9月 - 北九州支店を開設。
- 1995年 2月 - 本社を東京都新宿区高田馬場に移転。
- 1995年 6月 - 北海道支店開設。
- 1996年 1月 - 東北支店を開設。
- 1996年10月 - 名古屋支店、福岡支店を開設。
- 2003年 9月 - 広島営業所を開設。
- 2004年 9月 - (財)日本情報処理開発協会（現日本情報経済社会推進協会）（JIPDEC）に加盟。
- 2005年 1月 - ハードウェア事業を開始。
- 2005年 4月 - 北九州支店を福岡県北九州市八幡西区に移転。
- 2006年 4月 - (社)宮城県情報サービス産業協会に加盟。
- 2007年 7月 - システム開発における受託開発を開始。
- 2007年 9月 - 横浜営業所を開設。
- 2007年10月 - 神戸営業所を開設。
- 2008年 1月 - 札幌開発センターを開設。
- 2009年 7月 - 北海道支店を北海道札幌市中央区に移転。
- 2011年 3月 - 本社及び東京支店を東京都港区芝に移転。
- 2013年 3月 - 第一級陸上特殊無線技士の養成課程を開始。[7]
- 2016年 3月 - 第三級陸上特殊無線技士の養成課程を開始。[8]
- 2020年 6月 - 本社及び東京支店を東京都港区芝浦に移転。

## 関連会社
- アローインフォメーション[9]
- Arrow Technologies Vietnam Co., LTD. (Công ty TNHH Công nghệ Arrow Việt Nam)アローテクノロジーズベトナム[10]